# Três Cachoeiras
Três Cachoeiras är en kommun i Brasilien.   Den ligger i delstaten Rio Grande do Sul, i den södra delen av landet, 1 500 km söder om huvudstaden Brasília. Antalet invånare är 10 239.
Runt Três Cachoeiras är det ganska tätbefolkat, med 58 invånare per kvadratkilometer.